# Sun Bin
 (novembre 2023).
Si vous disposez d'ouvrages ou d'articles de référence ou si vous connaissez des sites web de qualité traitant du thème abordé ici, merci de compléter l'article en donnant les références utiles à sa vérifiabilité et en les liant à la section « Notes et références ».
En pratique : Quelles sources sont attendues ? Comment ajouter mes sources ?
Dans ce nom chinois, le nom de famille, Sun, précède le nom personnel.
Pour les articles homonymes, voir Sun.
Sun Bin († 316 av. J.-C.), également orthographié Souen Pin en système EFEO (chinois traditionnel : 孫臏 ; simplifié : 孙膑 ; pinyin : Sūn Bìn), était un stratège chinois de l'époque des Royaumes combattants. Tout comme son ancêtre Sun Zi, il est l'auteur d'un traité de stratégie militaire, l'Art de la guerre, longtemps considéré comme perdu.

## Biographie

### Introduction
Le Shiji de Sima Qian présente une biographie de Sun Bin. Dans cet ouvrage, Sun Bin est également appelé « Sun Zi » : Zi est un suffixe de courtoisie pouvant se traduire par « Maître. » Il est également vraisemblable que Bin, signifiant « rotule », ne soit pas non plus son véritable prénom.

### Service sous le Wei
Sun Bin est un descendant de Sun Wu (plus connu en Occident sous le nom de Sun Zi ou Sun Tzu), né une centaine d'années après la mort de ce dernier, dans les environs du district d'Ajuan (阿鄄).
Dans sa jeunesse, Sun Bin étudie la stratégie avec un condisciple nommé Pang Juan (龐涓). Pang Juan parvient à s'attirer les faveurs du roi de l'État de Wei et à se faire nommer général. Bien que jalousant les talents de Sun Bin, il le fait mander au palais pour travailler avec lui, mais se rend compte avec effroi que celui-ci risque de voler sa place. Il prépare alors un coup monté contre Sun Bin qui est arrêté. En punition du crime pour lequel il est accusé, on lui coupe les rotules (d'où son surnom de « Bin ») et tatoue le visage, ce qui était un châtiment pour les criminels dans la Chine de l'époque.

### Arrivée au Qi
Un émissaire de l'État de Qi vient alors dans la région et Sun Bin le fit venir en secret pour le convaincre qu'il pourrait mettre ses talents au service du Qi. Convaincu, le messager le ramena clandestinement avec lui au Qi. Par charité, le général en chef du Qi, Tian Ji (田忌) l'accueille chez lui et le traite avec courtoisie. Tian Ji va souvent faire des compétitions de tir à l'arc monté avec les fils des nobles du Qi et Sun Bin remarque que leurs chevaux, dont les pattes sont à peu près du même type, sont classés en catégories : haute, moyenne et basse. Il annonce à Tian Ji : « Monseigneur, la prochaine fois que vous les affronterez, je puis vous faire gagner. » Tian Ji lui fait confiance et parie avec les nobles participants mille pièces d'or. Sun Bin lui conseille alors d'apparier ses chevaux mauvais contre les bons, les bons contre les moyens et les moyens contre les mauvais. Tian Ji gagne deux jeux sur trois et les mille pièces d’or. Tian Ji recommande alors Sun Bin auprès du roi Wei de Qi qui l'emploie comme conseiller.

### Bataille de Guiling
Vers 354 av. J.-C., l'État de Wei attaque l'État de Zhao et le Zhao demande de l'aide au Qi. Le roi Wei du Qi pense nommer Sun Bin général, mais Sun Bin refuse au motif que ce serait indécent d'offrir ce poste à quelqu'un de mutilé. Le roi Wei du Qi envoie Tian Ji à la place, mais assigne Sun Bin comme conseiller. Alors que Tian Ji pense que le mieux serait de se rendre au plus vite au Zhao pour affronter l'armée du Wei, Sun Bin fait remarquer qu' en ce moment le Wei n'est probablement  défendu que par les soldats les plus vieux et les plus faibles et qu'il y serait facile d'y faire une incursion, ce qui obligerait le Wei à abandonner le Zhao. De plus Sun Bin développe sa stratégie en opérant en deux temps: utiliser d'abord des petites unités de combat faibles en puissance pour attaquer des sites stratégiques et ainsi donner confiance à l'ennemi, pour ensuite le prendre à revers en attaquant la capitale de Wei avec des troupes d'élite. Le Qi ferait ainsi d'une pierre deux coups : venir en assistance au Zhao tout en portant un rude coup au Wei. Paniqué le Wei ramène ses troupes au pays et affronte le Qi lors de la bataille de Guiling. Le Wei subit une importante défaite. Ce stratagème mis en place par Sun Bin est le second des Trente-six stratagèmes : « Assiéger Wei pour secourir Zhao ».

### Bataille de Maling
Vers 342 av. J.-C., Le Wei, cette fois uni au Zhao, attaqua l'État de Han qui se tourne vers le Qi. Le général Tian Ji est envoyé à la rescousse et avance vers Daliang, la capitale du Wei. Celui qui dirige les troupes du Wei n'est autre que Pang Juan, et lorsqu'il entend la nouvelle, il fait presser ses troupes pour affronter l'armée du Qi. Sun Bin fait remarquer qu'il pourrait prendre l'avantage du fait que le Wei méprise le Qi, et que comme l'Art de la guerre le fait remarquer, que quiconque parcourt cent li pour gagner un avantage perdra ses généraux et que celui qui fait une marche de cinquante li perdra la moitié de ses troupes en chemin. Sun Bin fait presser ses troupes, ayant calculé qu'en trois jours, ses cent mille soldats deviendront en chemin une armée de cinquante mille, puis de trente mille. Sun Bin fait préparer la logistique en conséquence et utilise une nouvelle fois la ruse: il demande à ses troupes de limiter les feux de camp, ce qui donnerait l'impression d'une armée faible sujette à la désertion . Lorsque trois jours après Pang Juan voit l'armée du Qi, il exulte : « Je m’en doutais, les soldats du Qi sont des couards ! Trois jours à peine après être entrée sur notre territoire la moitié de leur armée a déjà déserté ! » Il abandonne le gros de ses troupes pour utiliser une force de frappe légère à la place.
Sun Bin arrive à Maling en fin d'après-midi et la route, dans une vallée étroite, s'annonce parfaite pour une embuscade. Il fait retirer l'écorce d'un arbre pour y graver sur le tronc à nu : « Pang Juan mourra sous cet arbre ». Il met dix mille archers en embuscade et leur donne l'ordre de tirer dès qu'ils verront la lueur d'un feu. Pang Juan arrive au crépuscule et voit que quelque chose est inscrit sur un arbre. Il demande une torche pour pouvoir lire, mais avant d'avoir fini la phrase, les archers du Qi criblent l'armée de Wei de flèches. Voyant que tout est perdu, Pang Juan s'ouvre la gorge en disant: « Dire que c'est moi à qui ce bougre devra sa renommée. » L'armée du Wei est complètement défaite et l'armée du Qi capture le prince Shen, hériter au trône de Wei.
On ne sait pas ce qu'il advient de Sun Bin après cet épisode: il semble probable qu'il ait quitté l'armée et écrit son ouvrage "Le traité militaire de Sun Bin". Sun Bin aurait ensuite consacré le restant de ses jours à l'enseignement de ses stratégies à des disciples prometteurs.

## L'Art de la guerre
L'Art de la guerre de Sun Bin (孫臏兵法, Sūn Bìn bīng fǎ) est un texte mentionné de nombreuses fois dans plusieurs vieux ouvrages, comme le Livre des Han mais considéré comme disparu depuis la fin de la dynastie Han. Cependant en avril 1972, des archéologues découvrirent une tombe datant de la dynastie Han à Linyu, dans le Shandong qui comprenait des rouleaux de bambou inscrits, dont une copie de l'Art de la guerre de Sun Bin.
Certains textes mentionnaient que l'ouvrage original faisait 89 chapitres, mais la copie découverte ne contenait que seize chapitres identifiables. Comme dans la tombe se trouvaient également des fragments de l'Art de la guerre de Sun Zi, l'hypothèse que ces chapitres seraient des chapitres perdus de celui-ci a été soulevée.
L'Art de la guerre de Sun Bin a offert aux historiens une différente perspective sur les batailles de Guiling et de Maling. En outre, il présente des divergences stratégiques avec l'Art de la guerre de Sun Zi. Tandis que ce dernier déconseillait les guerres de siège, Sun Bin donne divers stratagèmes pour attaquer une ville assiégée, ce qui se traduirait par une avancée dans le domaine des armes de siège lors de la période des Royaumes combattants par rapport aux Printemps et Automnes.